# Llista de missions d'exploració de planetes menors
A continuació es presenta una llista de les missions d'exploració d'asteroides ordenades cronològicament:
| Missió         | Llançament             | Objectiu(s) | Data de l'estudi                                                                                          | Resultat                        |
| -------------- | ---------------------- | --- | --- | ------------------------------- |
| Galileo        | 18 d'octubre de 1989   | Sobrevol de (951) Gaspra Sobrevol de (243) Ida | 29 d'octubre de 1991 28 d'agost de 1993                                                                   | Èxit. Èxit.                     |
| NEAR Shoemaker | 17 de febrer de 1996   | Sobrevol de (253) Mathilde Òrbita de (433) Eros Aterratge sobre (433) Eros | 27 de juny de 1997 14 de febrer de 2000 12 de febrer de 2001                                              | Èxit. Èxit. Èxit.               |
| Deep Space 1   | 24 d'octubre de 1998   | Sobrevol de (9969) Braille | 29 de juliol de 1999                                                                                      | Èxit parcial. Imatges borroses. |
| Stardust       | 7 de febrer de 1999    | Sobrevol de (5535) Annefrank | 2 de novembre de 2002                                                                                     | Èxit.                           |
| Hayabusa       | 9 de maig de 2003      | Estudi de (25143) Itokawa Recollida de mostres de l'Itokawa | Setembre-Novembre de 2005 26 de novembre de 2005                                                          | Èxit. ?                         |
| Rosetta        | 2 de març de 2004      | Sobrevol de (2867) Šteins Sobrevol de (21) Lutècia | 5 de setembre de 2008 10 de juliol de 2010                                                                | Èxit .                          |
| Dawn           | 27 de setembre de 2007 | Òrbita de (4) Vesta Òrbita de (1) Ceres | Setembre de 2011 Febrer de 2015                                                                           | Èxit .                          |
| Lucy           | 16 d'octubre de 2021   | Sobrevol de (152830) Dinkinesh Sobrevol de (52246) Donaldjohanson Sobrevol de (3548) Eurybates Sobrevol de (15094) Polymele Sobrevol de (11351) Leucus Sobrevol de (21900) Orus Sobrevol de (617) Patroclus | Novembre de 2023 Abril de 2025 Agost de 2027 Setembre de 2027 Abril de 2028 Novembre de 2028 Març de 2033 | En ruta .                       |
| Psyche         | 12 d'octubre de 2023   | Òrbita de (16) Psique | Agost de 2029                                                                                             | En ruta.                        |